# Anchiacanthonevra maculipennis
Anchiacanthonevra maculipennis är en tvåvingeart som beskrevs av Hardy 1986. Anchiacanthonevra maculipennis ingår i släktet Anchiacanthonevra och familjen borrflugor. Inga underarter finns listade i Catalogue of Life.